# Olm (Luxemburg)
Olm  (en luxemburgués: Ollem) és una vila de la comuna de Kehlen del districte de Luxemburg al cantó de Capellen. Està a uns 10,7 km de distància de la Ciutat de Luxemburg.
Olm és un petit poble de Luxemburg i la seva peculiaritat és que el 80% de la població viu en ciutat residencial de Kurt que va ser construïda durant els anys 1970-1980. La població d'Olm puj] al voltant de 300 residents a més a més d'uns 1.400, ja que Olm consta de la ciutat vella i la nova ciutat compartida amb Capellen.